# Saga di Magnus il Legislatore
La Magnúss saga lagabœtis (Saga di Magnus il Legislatore) è una saga dei re norrena che narra la vita e il regno di re Magnus VI il Legislatore di Norvegia; ne restano solo frammenti.
La saga fu scritta dallo storico e condottiero islandese Sturla Þórðarson. Sturla risiedette in Norvegia nel 1278 e si pensa che iniziò il lavoro sulla saga allora, su richiesta dello stesso re Magnus, che gli aveva già commissionato in precedenza la stesura di una saga sul padre Haakon IV, la Hákonar saga Hákonarsonar. Ci sono indizi che la narrazione della saga continuasse anche dopo la morte di re Magnus, il che significa che Sturla deve averla finita nel periodo tra la morte di Magnus (1280) e la sua morte (1284).
Solo un foglio di pergamena di un manoscritto del XIV secolo sopravvive oggi della saga; inoltre, alcuni passi furono copiati negli annali islandesi e sono così arrivati fino ad oggi. I brevi frammenti che abbiamo ci lasciano intravedere uno stile narrativo realistico, scritto in ordine rigidamente cronologico, reminiscenza del lavoro di Sturla nella Hákonar saga Hákonarsonar. Non è noto se la saga cominciasse con l'ascesa al trono di Magnus dopo la morte di suo padre, continuando così la narrazione della Hákonar saga Hákonarsonar, o se essa cominci con la nascita di Magnus, poiché l'inizio della saga non ci è arrivato.
La Magnúss saga lagabœtis fu una delle ultime saghe dei re ad essere scritte, e re Magnus fu l'ultimo dei re norvegesi a far scrivere la propria saga.